# 渡瀬夏彦
渡瀬 夏彦（わたせ なつひこ、1959年（昭和34年）7月1日 - ）は、日本のノンフィクション作家である。父は国文学者で元大東文化大学教授の渡瀬昌忠、兄は講談社取締役の渡瀬昌彦。

## 経歴・人物
埼玉県出身。高等学校在学中の18歳の時に与那国島で開催されていたサトウキビ刈りの援助隊に参加し、卒業後は日本大学に入学するも中退した。その後は沖縄県への通いの傍ら同地のアメリカ軍基地や原子力発電所問題、琉球文化や芸術、趣味の競馬を中心としたスポーツや人物ドキュメント等幅広い分野をテーマとした記録を執筆し始める。
これによって渡瀬が執筆した著書は多くの賞を受賞し、『週刊女性』や『週刊プレイボーイ』といった雑誌や新聞、WEB等の多くのマスメディアに取り上げられる等名を馳せた。なお自身は2006年（平成18年）より沖縄県に移住しているが、2024年（令和6年）より一旦再度東京に活動拠点を移している。

## 受賞歴
- 講談社ノンフィクション賞
- JRA賞馬事文化賞

※いずれも1992年（平成4年）に受賞。

## 著書
- 『銀の夢～オグリキャップに賭けた人々』 - 1992年（平成4年）
- 『修羅の華～辰吉丈一郎がゆく』 - 1996年（平成8年）
- 『沖縄が日本を倒す日 「民意の再構築」が始まった』- 2022年（令和4年）